# Jardinier du Prince d'Orange
Sericulus aureus
Espèce
Statut de conservation UICN

 LC  : Préoccupation mineure
Le Jardinier du Prince d'Orange (Sericulus aureus) est une espèce de passereaux appartenant à la famille des Ptilonorhynchidae de Nouvelle-Guinée.

## Distribution
Elle se compose de trois poches principales : Vogelkop (est des monts Tamrau, nord des monts Arfak, monts Wandamen) ; ouest de la Nouvelle-Guinée (monts Weyland et Oranje), la distribution suit ensuite la ligne orogénique (monts Snow et Star) jusque dans la province d’Enga ; est des monts Torricelli et nord de la rivière Sepik.

## Habitat
Le jardinier du Prince d’Orange fréquente les forêts de collines et de montagnes entre 850 et 1400 m d’altitude, parfois aussi bas que 500 m (Frith & Frith 2009).

## Alimentation
Elle est peu connue et comporte des fruits, dont des figues Ficus, et des insectes (Frith & Frith 2009).

## Berceau
Le premier berceau semble avoir été découvert et photographié par Gilliard en août 1964 dans les monts Tamrau dans le Vogelkop, à une altitude de 1000-1200 m. Gilliard (1969) le décrit ainsi : le mâle choisit une petite clairière de forêt, juste au-dessous d’un arbre de parade d’un paradisier petit-émeraude (Paradisaea minor) puis il élève, au centre d’une petite plate-forme nettoyée, deux parois latérales de brindilles plantées verticalement dans le sol. Cette petite allée mesure 17 cm de long et 5 cm de large, et permet juste à l’oiseau de passer. Elle est haute de 17-18 cm, certaines brindilles atteignant 20-21 cm. Le mâle dépose ensuite dans l’allée cinq baies bleues et un petit tas de champignons noirs mesurant chacun 2,5 cm. Mais, comme le précise Gilliard, le mâle doit certainement modifier sa décoration car, le lendemain, deux baies ont disparu, les champignons ont été déplacés et une coquille d’escargot ajoutée.
Depuis, quelques autres observations de berceaux ont été rapportées. En Arfak à 1220 m d’altitude, un berceau ressemblait à celui de l’oiseau à berceau régent en un peu plus grand, avec les parois plus droites et sans décoration. Un autre était placé sous une formation de bambous. A Tamrau, à une altitude similaire, un berceau était construit sur un versant escarpé, dans une zone très arborée, sans herbe au sol et au pied de grands arbres pourvus d’une canopée relativement ouverte. Deux autres berceaux ont été découverts au-dessus de Tanah Merah, l’un dans une clairière à 870 m, l’autre à 910 m sur la même crête. Dans les montagnes d’Arfak et de Tamrau, les berceaux sont actifs entre août et septembre. A Tamrau, un berceau présentait une allée de 18 cm de long et de 26 cm de haut (du sol à l’extrémité des rameaux) et seulement six décorations (fruits bleus et violets, petit tas de champignons noirs, coquilles d’escargots, feuilles de couleurs jaune et bronze de taille variable). Dans un autre cas, des baies bleues ont disparu mais on ignore si elles ont été dérobées par un rival ou consommées par un oiseau-chat à joues noires (Ailuroedus melanotis) qui avait été observé en train de voler des fruits d’un autre berceau pour les manger plus loin. Les mâles adultes peignent abondamment les brindilles de l’intérieur de l’allée. En Arfak, un mâle entretenait son berceau pendant dix minutes en moyenne par jour avec un minimum de deux minutes et un maximum de 30 minutes. La maintenance et la présence au berceau ont lieu généralement entre 7 h 30 et 8 h 30 et, plus intensément, entre septembre et novembre, à la faveur des matins ensoleillés (Frith & Frith 2009).

## Voix
Le répertoire vocal est très mal connu, seules des notes âpres et grinçantes avec un curieux bourdonnement émis pendant la parade ont été décrits (Frith & Frith 2009).

## Parade nuptiale
Elle est peu documentée, un seul mâle ayant été observé en train de parader à l’entrée de son berceau, apparemment en l’absence de tout autre congénère, entre septembre et novembre. Les postures de parade rappellent celles du jardinier régent (Sericulus chrysocephalus). Le mâle tourne la tête d’un côté pour exhiber sa nuque, déploie partiellement l’aile du même côté que la tête est orientée et ouvre la queue en la dirigeant vers la tête, comme le font aussi les oiseaux à berceaux à nuque rose (Chlamydera nuchalis) et à poitrine fauve (Chlamydera cerviniventris). Parfois, il agite les ailes, sautille sur place et bouge sa tête comme un serpent de la même façon que les oiseaux à berceaux maculés, tachetés et régents. Il présente une décoration à une femelle venue le visiter et donne de brefs coups d’ailes sur les rameaux du bout de l’allée comme le fait parfois l’oiseau à berceau à nuque rose. D’étranges vocalises bourdonnantes sont parfois émises pendant la parade nuptiale (Frith & Frith 2009).

## Nidification
Elle n’est absolument pas documentée.

## Statut, conservation
Selon BirdLife International (2013), l’espèce n’est pas considérée comme globalement menacée et donc classée en « préoccupation mineure » mais Ottaviani (2014) signale que des peaux d’oiseaux ont été retrouvées en vente dans les années 1970 à Goroka, dans l’extrême est de sa répartition et d’autres dans le Vogelkop, dans l’extrême ouest. Un contrôle du marché des plumes est donc indispensable pour éviter cette menace. Une photo, prise récemment en février 2011 dans le Vogelkop en Papouasie Occidentale, montre que le marché continue de nos jours.